# Gessius malayensis
Gessius malayensis är en insektsart som beskrevs av Baker 1919. Gessius malayensis ingår i släktet Gessius och familjen dvärgstritar. Utöver nominatformen finns också underarten G. m. mindanaensis.